# Partito Pacifista-Socialista
Il Partito Pacifista-Socialista (in olandese: Pacifistisch-Socialistische Partij - PSP) fu un partito politico dei Paesi Bassi operativo dal 1957 al 1991.
A partire dagli anni ottanta avviò una collaborazione con Partito Comunista dei Paesi Bassi, Partito Politico dei Radicali e Partito Popolare Evangelico, dando vita a liste congiunte; il processo federativo culminò nel 1991 con la fusione delle quattro formazioni in un unico soggetto politico, Sinistra Verde.

## Risultati
| Elezione         | Voti    | %    | Seggi   |
| ---------------- | ------- | ---- | ------- |
| Legislative 1959 | 110.499 | 1,84 | 2 / 150 |
| Legislative 1963 | 189.373 | 3,03 | 4 / 150 |
| Legislative 1967 | 197.206 | 2,87 | 4 / 150 |
| Legislative 1971 | 90.738  | 1,44 | 2 / 150 |
| Legislative 1972 | 111.262 | 1,50 | 2 / 150 |
| Legislative 1977 | 77.972  | 0,94 | 1 / 150 |
| Legislative 1982 | 187.394 | 2,28 | 3 / 150 |
| Legislative 1986 | 110.182 | 1,20 | 1 / 150 |